# Hârn
A Hârn egy fantasy szerepjátékokhoz készült világ, amelyet N. Robin Crossby tervezett, és a Columbia Games adott ki 1983-ban.
1998-ban Crossby megalapította saját elektronikus kiadóként működő cégét, a Kelestia Productionst (KP). A KP és a CGI immár egymástól függetlenül készít nyomtatott és online anyagokat a Hârn-alapú szerepjáték kampányokhoz és történetekhez.
A HârnMaster szerepjátékot kifejezetten a Hârnnal való használatra fejlesztették ki. Ez lehetővé teszi a játékosok, játékmesterek és írók számára, hogy olyan karakterleírásokat dolgozzanak ki, amelyek kihasználják a Hârn szinte minden világelemre kiterjedő részletességét.

## Története
Hârn kampányvilágát először a Columbia Games Hârn (1983) című sorozata írta le. Ezek általános áttekintéssel rendelkező kiadványok voltak, Hârn sziget hátterével, történelmével és vallásával, valamint egy kisebb, Hârndex című enciklopédiával és egy Hârn térképpel, amelyet  N. Robin Crossby rajzolt. Shannon Appelcline úgy jellemezte, hogy "Hârn nagyrészt a normann Angliára épül, és néhány olyan fantáziaelemet használ, mint törpék, elfek és orkok, egy kevés mágiával. A Hârn megpróbált egy igazán valódinak ható környezetet teremteni, amelyet alapos kutatásra és átgondolásra alapozott." :182

## A világ
Hârn egy sziget a Venârivè régió nyugati partjainál (a Lýthia kontinens északnyugati része) a Kèthîra bolygón, de mivel hagyományosan Hârn volt a helyszín középpontjában, sokan Hârn vagy HârnWorld néven emlegetik a világot. Hârn több okból is figyelemre méltó:
- Nincs meg a tipikus „gonosz” és „jó” aspektusa, mint sok más FRPG esetén.
- Nagy fokú részletességgel és belső konzisztenciával rendelkezik. Számos várost, erődítményt, falut, kastélyt, kalandhelyet mutatnak be, akár egészen az ott lakó parasztcsaládok nevéig. A leírások mennyiségével és pontosságával vetekszik más, részletességükről ismert játékvilágokkal, mint például a Tekumel.
- Figyelemre méltó a magas szintű realizmusa, amely mellett azért megjelenik egy kevés mágia is. Társadalmait nagyrészt a középkorra tehető viszonyokra alapozta (konkrétan a normann Britanniára). De emellett számos hagyományos fantáziaelem is megjelenik, például  elfek, törpök, orkok, varázslók stb. Ezek közül sok rendelkezik egyedi, Hârnra jellemző vonással.
- Hârn írott története és eseményei egy adott időpontig (a 720. év első napjának éjféléig) aktuálisak, és nem áll szándékukban ezen a ponton túllépni a hivatalos idővonalat. Az egyes játékmestereknek persze megvan a lehetősége, hogy irányítsák az előzményeket és az ezután bekövetkező eseményeket is. Így minden Hârn játék egyedi, de egy közös pontból indul ki.

Hârn szigetének hét emberi birodalma van, két birodalma pedig más fajok uralma alatt áll. ABC sorrendben ezek a következők:
- Azadmere a khuzdulok, avagy a hârn-i törpék otthona.
- Chybisa egy küszködő független monarchiának vagy Kaldor szakadár megyéjének tekinthető.
- Evael a déli part mentén található, és a visszahúzódó sindáriak, a hârn-i elfek erdei otthona.
- Kaldor egy feudális királyság, egy gyenge királlyal. Négy kereskedelmi útvonal csomópontjában található, keleti hatalom. Talán ez a legrészletesebb az összes királyság közül.
- Kanday egy szilárd, lovagi királyság Hârn szigetének nyugati részén.
- Melderyn Hârn legősibb királysága, állítólag varázslók alapították. A sziget délkeleti részén található, és monopóliummal rendelkezik a lythiai kontinenssel folytatott kereskedelemben.
- Orbaal északi földje egykor a jarin nép által lakott békés hercegségeket foglalta magába (hasonlóak a brit keltákkal), amíg az ivinek meg nem hódították (hasonlóak a vikingekkel ). Most a jarinokat brutálisan elnyomják, de vannak akik lázadást terveznek.
- Rethem úgy terjedt el széles körben, mint a "gonosz királyság", de ez azért van így, mert uralkodói a születésnél és a kiváltságoknál fontosabbnak tartják a hatalmat és az érdemeket (vagy talán azért, mert legnagyobb városa Morgath, a halálisten követőinek bázisa volt a keresztes hadjárataik során). Ez egy háború szülte királyság, amelyet minden oldalról ellenség vesz körbe.
- Tharda az egykori Corani Birodalom hamvaiból emelkedett ki (ahogy Kanday és Rethem is), és a sziget egyetlen nem monarchista állama; patrónus-kliens társadalmi szerkezete felületesen hasonlít a Római Köztársaságéhoz . Elterjedt a kisstílű korrupció és a pártfogóskodás. A Köztársaság nagyon ambiciózus a területi követeléseiben.

A sziget több mint tucatnyi emberi "barbár" törzsi nemzetnek és számos hârn-i ork csapatnak ad otthont, amelyeket gârgún néven ismernek.
A Kèthîra bolygó, amelyen Hârn található, egyike annak a hét egymással összefüggő párhuzamos világnak, amelyet Kelestia néven ismerünk. A többi világ közé tartozik a Terra (vagy a Föld); Yàsháin, egy magasabb szintű mágiával operáló világ, amely Kèthîra utódja; Midgaad, ami Tolkien Középföldéjvel állítható párhuzamba; és az Áldott Birodalom, amely szintén hasonló ahhoz a földhöz, ami Tolkien műveiben is ilyen néven szerepel. Feltételezik, hogy Kèthîra tündéinek és törpéinek ősei Midgaadból érkeztek Kèthîrába; az elfek esetében ez egy megállóhely az Áldott Birodalomba vezető hosszabb utazás során. A kèthîra-i sináik hagyománya, hogy hattyú alakú hajókat építenek, amelyeken az Áldott Birodalomba hajóznak, amikor a Hârnon töltött idejük során már megfáradtak (ebben az esetben egy időről időre megjelenő világközi portálon hajóznak majd át, amely Nimeliant néven ismert, és Hârn északkeleti partjainál található).
A Hârn szigetét bemutató kiadványokon kívül megjelentek termékek a közeli vidékekről, mint Shôrkýnè (nagy feudális királyság gyenge királysággal) és Ivínia (a régi Skandináviához hasonló területekkel, fjordokkal és vikingekkel).
Más termékek is megjelentek, amelyek részletezik Chélemby szigetkirályságát, amely egy vegyes ivínai kereskedelmi állam (a középkori skandináv kereskedelmi állam, Visby analógja). Illetve létezik a közeli Lédenheim Hârbáaler királyságát bemutató termék is.
Legutóbb megjelent egy termék, amely Venârivè teljes szubkontinentális régióját mutatja be (amely nagyjából megegyezik Európával, a Földközi-tengerrel és a Közel-Kelettel ). Ez a termék a Hârn szigetén túli kalandozáshoz és a felfedezéshez szolgáltat alapot, és a szigetet és kultúráit tágabb összefüggésbe helyezi.

## Fogadtatás
A Dragon 1983. szeptemberi kiadásában (77. szám) Roger Moore úgy nyilatkozott, hogy tetszik neki a Hârn játékrendszer. Csodálta a térképet, amelyet "gyönyörűnek" nevezett. Ha valaki szereti a fantáziatérképeket, ez nagyszerű darabja lehet a gyűjteményének, amely sok részlettel, jól kidolgozott ökológiai rendszerrel és földrajzzal rendelkezik. Moore-t nagyon lenyűgözte a Harndex című füzet is, amely mindenféle érdekes információt felsorolt emberekről és helyekről. Megfigyelt néhány hasonlóságot JRR Tolkien munkásságával, de rámutatott, hogy a játékmesterek könnyen módosíthatják ezt az anyagot, ha akarják. Befejezésül a Hârn játékrendszert "tapasztalt játékvezetőknek ajánlotta, akik nem bánják, hogy nagyrészt előregyártott univerzumot használhatnak, de amely enged néhány apró változtatást, hogy a kampányt saját ízlésük szerint alakíthassák... Összességében a műről? Lehet még rajta csiszolni, de így is nagyon jó."
Három évvel később, a Dragon 1986. márciusi kiadásában (107. szám) Eric Pass áttekintette a megjelent kiegészítő anyagok egy részét, nevezetesen a Hârn városok mellékletét, az Encyclopedia Harnica #1-#13-at és az Ivinia regionális modult. Passnak mindegyik tetszett, és azt mondta: "Ezek a termékek részletesek és teljesen következetesek. Az egyetlen kifogásom ezzel az anyaggal kapcsolatban az [magas] árak." Arra a következtetésre jutott, hogy "Ez az anyag a nehéz helyzetben lévő játékmesterek megmentője, akiknek a játékosai részletes játékkörnyezetet és hátteret várnak el. Az összes kiegészítő órákon keresztül tanulmányozható, jól felépített, következetes, érdekes információkat tartalmaz. Tarts magadnál jegyzetfüzetet, mert mindenféle játékötletet kapsz majd az olvasás során."
Tíz évvel később, a Dragon 1996. májusi kiadásában (229. szám) Rick Swan áttekintette az újra kiadott és átdolgozott Harn World dobozos készletet. Swan elismerte, hogy "a hangsúlyt a kultúrára és a gazdaságra helyezi a mágia és a szörnyek rovására, így kevésbé vonzó a hack'n'slash műfajt kedvelők számára, mint azoknak a  veteránoknak a számára akik komolyan veszik a játékaikat". Azt is elismerte, hogy a szabályrendszer nagyon összetett: "Nehézkes? Talán. A Harn World-öt ambiciózusnak nevezni olyan, mintha a Grand Canyont nagy lyuknak neveznénk." De Swan ajánlotta a Harn World rendszert tapasztalt játékosoknak, mondván: "Ha túlnőttél a dungeon-crawl játékokon, akkor készen állhatsz, hogy belevesd magad ebbe."

## Közösség
A Columbia az 1980-as évek elején publikálta a legtöbb kánonanyagot Hârnról; ezen a ponton (a Harnmaster szabályok első kiadásának megjelenése körül) az új termékek közötti intervallum meghosszabbodott, és néhány ütemezett termék soha nem készült el (például Trierzon és Azeryan regionális moduljai). Az 1990-es években és a 2000-es évek elején a rajongók által készített anyagok bővítették a játékot, amelyeket "fanonnak" neveznek. A fanon termékek kiemelkedő minősége és konzisztenciája, valamint a HarnList és a HârnForum  interaktivitása életben tartotta a világot.
A hârn-i fanonok, bár önállóan íródtak, arról nevezetesek, hogy konzisztensek maradtak a több száz oldalas kánonanyaggal, amely több mint húsz éven át terjedt. Sok esetben kiváló minőségű művészeti alkotások készültek hozzá, emellett törekedtek a professzionális designra, hogy az anyag hasonlítson a kiadók által készített termékekhez. A fanon szankcionálásával és formátumaival kapcsolatban vannak zavaros pontok. Mind a CGI, mind a Kelestia eltérő fanon irányelvekkel rendelkezik.

## Rendszer
A karakteralkotás lépéseihez képest a rendszer működése igazából elsőre egyszerűnek tűnik: minden próba d100 dobással történik, Szakértelmek esetén az EML alá, Főjellemzőknél pedig a feladat nehézségétől függően egy 1-5 közötti szorzót kapunk az értékére, és ez alá kell dobni a próbát. Az eredmény négy féle lehet: ha a dobás 5-tel egészben osztható (5-re vagy 0-ra végződik), akkor a próba eredménye Kritikus Siker/Balsiker, ha nem, akkor Határeseti Siker/Balsiker).
A Harc során a karakterlap alsó felét elfoglaló Harci Profilban szereplő értékeket kell használnunk, ahol olyan dolgokat kell számon tartanunk, mint a Megterhelésből, Sérülésekből és Fáradtságból származó Fizikai Büntetést, a Mobilitást, Kitérést, Kezdeményezést, Fegyvereket és Páncélzatot. Az összecsapások 10 másodperces körökben zajlanak, ahol a karakterek különféle akciókat tehetnek, a támadástól a mozgáson és pihenésen át. A Fegyverek a megnevezésükön és kezeléshez szükséges jártasságukon kívül nagyjából 8 paraméterrel rendelkeznek, úgymint Tömeg, Minőség, Támadó/Védő Érték, Jobbkezes vagy Balkezes és Zúzás, Vágás vagy Szúrás sebzés. A Páncélok hatféle védelmet nyújtanak, a fenti hármon kívül van még Tűz/Fagy, Szorítás és Karom/Harapás is.
A kör során az, aki a támadást választotta cselekedetként, meghatározza az alábbiakat: Kit támad, Mivel, Milyen Módon és Hol? A célpont pedig bejelenti, hogy erre ő Hárít, Ellentámad, Kitér, Megragadja a támadót, Ignorálja a támadót, Rálő (ha teheti) vagy valami Ezoterikus védelmet választ, mint a pszi vagy a mágia. Ezután mindketten próbát dobnak, és annak függvényében, hogy a két fél milyen Sikert/balsikert ért el, megkapjuk a manőverek eredményét.
Ha az eredmény valamilyen Kudarcot (Fumble) jelent, akkor általában a megszabott számú d6-tal kell dobni a saját Ügyességünk alá, és ha fölé sikerül, akkor valami baj történt, például elejtettük a fegyvert. 
A Sebzések elég brutálisak a játékban: egyfelől minden egyes sebet külön kell nyilvántartani és mindegyik külön is gyógyul. Másfelől pedig könnyedén megtörténhet, hogy az okozott seb azonnali halált vagy akár végtag csonkolást is okoz. Minden fegyvernek van háromféle sebzése, és a fenti táblázat megmutatja, hogy az alap hányszorosát sebzi a találat (pl. egy A*3 az a normál sebzés háromszorosát jelenti). A Sebzés táblázat pedig azt mutatja, hogy adott testtájon az adott sebzésfajta adott mennyisége milyen sérülést okoz: Felületit (sárga), Súlyosat (narancssárga) vagy Kritikust (piros). A táblázatban szereplő betűk a következményt jelentik, a szám pedig azt, hogy hány kockával erre próbát dobni. Az E például azt jelenti, hogy adott számú d6 kockával kell dobnia az Állóképessége ellen, és ha nagyobbat dob, elájul. Az A ugyanígy az Amputáció, a K a halálos sérülés stb.
A szakrális mágia nagyon másként működik, mint más játékokban: gyakorlatilag bárki fohászkodhat az istenéhez valamilyen közbenjárásért, és a Jámborság pontjaitól függ az, hogy megsegíti-e őt. Ehhez minden alkalommal fel kell áldoznia a pontjai közül, és könnyen lehet, hogy cserében kap valamilyen feladatot, mint egy elfeledett szentély felkutatása vagy helyreállítása.
A mágia hat, egymással szemben ellentétes vagy semleges iskolán alapszik, melyek közül induláskor választania kell egy Elsődleges Iskolát. A keréken mellette elhelyezkedők lesznek a Másodlagosak, a következő kettő a Harmadlagosak, a szemben álló pedig az Ellentétes.
A Szakértelmek fejlődéséhez Fejlesztés próbát kell dobnunk, ami egy D100+SB próba, és ha az eredmény nagyobb, mint az ML szintje, kapunk rá +1 pontot. Ha több próbát is kapunk ugyanarra a jártasságra, akkor ezeket sorban egymás után kell tenni, és ha valamelyik sikeres, akkor a következőnél már a növelt értéket kell figyelembe venni. Ilyen próbákat nem csupán kalandokkal érdemelhetünk ki, hanem a mindennapi munkával (havi 3 alkalommal) vagy tanártól tanulással is.

## Fordítás
Ez a szócikk részben vagy egészben  a   Hârn című angol Wikipédia-szócikk ezen változatának fordításán alapul.  Az eredeti cikk szerkesztőit annak laptörténete sorolja fel. Ez a jelzés csupán a megfogalmazás eredetét és a szerzői jogokat jelzi, nem szolgál a cikkben szereplő információk forrásmegjelöléseként.